# فرفکس (ویرجینیای غربی)
فرفکس (به انگلیسی: Fairfax) یک منطقهٔ مسکونی در ایالات متحده آمریکا است که در شهرستان گرنت، ویرجینیای غربی واقع شده‌است.